# 비욘드: 투 소울즈
《비욘드: 투 소울즈》(Beyond: Two Souls)는 플레이스테이션 3 홈 비디오 게임 콘솔을 대상으로 하는 인터랙티브 드라마 액션 어드벤처 비디오 게임으로, 프랑스의 게임 개발사 퀀틱 드림이 개발하였고 소니 인터랙티브 엔터테인먼트가 배급하였다. 게임은 2012년 E3에 처음 공개되었고 2013년 10월 8일 북미에서, 2013년 10월 9일 호주에서, 2013년 10월 11일 유럽에서, 2013년 10월 17일 일본에서 출시되었다.  게임의 시나리오작가이자 감독은 퀀틱 드림의 기존 게임들(헤비레인, 파렌하이트:''인디고의 예언'', 오미크론:노매드의 영혼)의 감독이었던 데이비드 케이지이다.
이 게임은 실제 영화배우인 엘런 페이지와 윌럼 더포가 모션 캡처기술을 통하여 게임 캐릭터들에 배우의 외모와 연기를 적용하였다.

## 개요
주인공 조디 홈즈는 영적인 존재인 에이든과 연결되어 있다. 출생부터 함께 해왔던 에이든을 통하여 조디는 사후세계와 같은 차원들과 소통을 할 수 있는 초자연적인 능력을 가지고 있다. 게임에서는 조디의 인생의 16년 (8-24세)을 옴니버스와 같은 방식으로 전개되어 있다. 조디의 유년 시절과 성인 시절을 넘나드며 다양한 임무를 수행하는 것이 게임의 주 목적이다.

### 게임 발표
2012년 게임 전시회 E3에서 데이비드 케이지는 게임을 발표한 바가 있다. 또한 그 전시회에서 게임플레이 영상과 게임 트레일러가 최초로 공개되었었다. 2013년 4월 27일에 트라이베카 영화제에서 감독 케이지와 배우 엘런 페이지로부터 새로운 게임 트레일러와 35분짜리 컷신과 게임플레이 영상을 공개했었다. 게임이 영화제에서 발표된 경우는 비욘드: 투 소울즈가 두 번째 사례로 알려져 있다 (최초로는 LA: Noire가 영화제에 참여했다).

## 게임플레이
대부분의 시간 동안은 주인공인 조디를 조정하면서 게임을 진행하게 되어 있지만 조디와 항상 연결되어 있는 에이든으로 언제든지 전환할 수 있다. 조디는 인간의 형태를 지니고 있고 에이든은 보이지 않은 영적인 존재이기에 게임 화면상 파란색 점으로 표현되어 있다. 조디는 게임 속 세계와 물리적으로만 상호작용을 하고 있지만 에이든은 건물 벽, 천장 등과 같은 장애물을 쉽게 관통할 수 있는 초능력을 가지고 있다. 이러한 방식으로 에이든에게는 상대적으로 자유로운 이동이 마련되어 있지만 영적으로 조디와 항상 연결되어 있기 때문에 이동가능한 거리에도 어느 정도의 한계가 존재한다. 이와 같은 설정에 기반하여 조디가 닿을 수 없는 영역에서는 에이든으로 전환해야 하는 게임플레이가 구현되어 있다.
콘솔 전용으로서 게임 내 조작은 주로 게임패드의 버튼과 아날로그 스틱으로 이루어진다. 영화와 게임간의 경계를 없애려는 의도로 개발자는 화면상 유저 인터페이스를 최소화하였다. 조디가 상호작용할 수 있는 오브젝트들은 화면상 흰색 점으로 표시되어 있고 그러한 오브젝트들을 사용하기 위해서 게임패드 스틱으로 흰색 점에 맞춰야 한다. 에이든이 조작할 수 있는 오브젝트들은 주로 파란색으로 표현되어 있으며 오브젝트를 사용하기 위해서는 또한 스틱을 이용해야 한다. 사람 몸 속으로 들어갈 수 있는 초능력 덕분에 조디와 달리 에이든은 여러 가지 액션을 취할 수 있고 (영혼을 빼앗는 것, 상처와 병을 치유하는 것, 신체를 움직이는 것) 각각 다른 색깔로 표시되어 있다(빨간색, 오렌지색, 초록색). 대화가 이루어지는 상황에서는 화면상 게임패드 버튼들이 나타나면서 플레이어에게 몇 가지 선택지를 제공하기도 한다. 역동적인 장면에서는 영상이 슬로우 모션 효과로 전환되어 화면상 플레이어에게 스틱이 움직여야 할 방향을 가리켜 주면서 몇 초만에 그러한 동작을 수행해야 한다.
비욘드: 투 소울즈도 게임에서는 퀀틱 드림 게임의 특징인 멀티플 초이스(Multiple choice) 플레이 방식이 적용되어 있다. 결정적인 상황에서 게임은 몇 가지의 선택지를 주면서 그 중 하나를 택해야 스토리 진행이 되는 것이다. 게임에서 이러한 시점은 스토리의 분기점이라고 할 수 있다. 이것은 즉 어떠한 선택을 했느냐 혹은 임무의 성공, 실패 여부에 따라 앞으로의 스토리라인과 엔딩이 결정된다는 것이다. 비욘드: 투 소울즈에는 총 24개의 엔딩이 있다.

## 줄거리
게임의 스토리는 비선형적(nonlinear narrative) 서술로 진행된다. 스토리 타임라인은 주인공 조디의 어릴 적과 성인 시절을 오가는 특징을 지니고 있다. 조디의 인생은 작은 조각들로 나누어져 있으며 플레이어는 게임의 사건적 서술을 통해 그녀의 인생의 15년을 차차 알아갈 수 있다.
여덟 살의 조디 홈즈 (추후 개명은 캐롤라인 울프슨)는 그녀의 양부모와 군사 기지에 살고 있다. 조디는 어릴 적부터 미지의 존재인 에이든과 영적인 연결을 가지고 있었다. 에이든은 조디의 두번째의 영혼과 같은 역할을 하며 조디의 초자연적인 능력의 원인이다. 에이든을 통하여 조디는 다른 이들의 마음속을 들어갈 수 있으며 그들의 신체를 조작할 수 있고 물리적인 사물을 움직일 수 있다. 하지만 에이든은 또한 어느 정도의 자유를 가지고 있기에 조디의 제어로부터 벗어날 수 있다. 따라서 주변사람들에게 피해를 줄 수 있다는 판단하에 조디의 양부모는 그녀를 초자연과학 연구자인 네이선 도킨스 (윌럼 더포)에게 맡기게 된다. 그리고 그가 조디의 새 아버지의 역할을 하기도 한다.
그러한 생활을 이어나가는 중 네이선의 가족이 교통사고로 죽게 된다. 좌절에 빠진 네이선을 위로하고자 했던 조디는 네이선 가족의 영을 불러오는 기적을 보여주면서 네이선과의 관계를 더 친밀하게 하였다. 이러한 현상은 네이선의 연구 욕심을 자극하게 되었다. 하지만 조디는 성인이 되어가는 과정에서 독립적이고 일반적인 생활을 시도하려고 한다. 그러나 에이든과의 영적인 인연 때문에 조디는 결코 정상적인 삶을 살기가 어려웠다.
또한 네이선이 소속되어 있던 연구소에서 사후세계와의 통로(Infraworld)를 제작하고 있었는데 제작과정에서 사고가 발생하게 되었다. 그러자 관계자들은 조디의 도움을 요청하였고 생명의 위험을 감수하면서 그들을 구한 조디는 앞으로 이 연구를 중단하라는 조언을 하였다. 조디의 이러한 업적은 CIA 단체의 관심을 끌게 되었다. 그들은 라이언 클레이턴 (에릭 윈터)을 통해 조디를 스카웃하였고 그녀가 특별 훈련을 통과하게 하고 CIA의 에이전트로 만들었다. 조디는 CIA의 임무들을 라이언과 함께 수행하게 된다. 플레이어의 선택에 따라 조디는 라이언과 연인관계를 형성할 수 있다.
CIA 에이전트의 생활을 하면서 어느 날 조디는 소말리 반란군 지도자와 그의 세력들을 암살하라는 명령을 받았었다. 임무를 수행하는 도중 현지인 아이 살림의 도움을 받게 된다. 그의 도움 덕에 조디는 임무를 수행하게 되는데 알고 보니 반군 지도자 중 한 명이 바로 살림의 아버지인 것이었다. 살인현장을 목격한 아이는 조디의 배신에 조디에게 총을 겨누는데 조디는 라이언의 도움으로 인해 무사히 도망을 칠 수 있었다. 그러나 베이스캠프로 돌아가는 과정에서 그녀는 그녀가 죽인 지도자가 반군 세력이 아니라 법적으로 당선된 대통령인 것을 알게 되자 분노를 참지 못하여 CIA에서 탈영하기로 한다. 그리고 네이선과 통화를 하게 된 조디는 네이선에게 CIA의 수배를 중단해달라는 요쳥을 하였다. 그러하지 못할 경우 그녀는 방해하는 모든 이를 암살할 것이라고 협박을 하기도 한다. 결국 CIA로부터 벗어나게 된 그녀는 떠돌이의 생활을 시작하게 되었다. 이 시기에서는 그녀가 노숙자들과 생활하기도 하고 원주민인 인디언들과 생활하면서 그들이 처하게 되는 불미스러운 상황에서 도움을 주기도 한다.
시간이 어느 정도 지나자 조디는 네이선의 어시스턴트인 코울에게 연락을 하게 된다. 조디는 친부모를 찾아달라는 부탁을 한다. 그러자 코울은 그녀에게 그녀의 친 어머니에 대해 이야기 한다. 어머니는 조디와 같은 초자연적인 증상을 가지고 있었고 그것이 해로울 수 있을 것으로 판단되어 조디의 어머니를 혼수상태에 빠뜨리게 하는 약물을 주입한 것이었다. 그것을 알게 된 조디는 어머니가 있었던 병원으로 침입하여 그 동안 알고 싶었던 정보를 얻게 된다. 플레이어의 선택에 따라 어머니를 죽일 수 있으며 그것은 어머니를 고통으로부터 해방시킬 수 있다.
병원에서 빠져나오는 과정에서 조디는 CIA로부터 강제로 잡히게 된다. 그리고 네이선과 만나게 된다. 네이선은 이제 초자연과학 부서의 부장이 되어 있었다. 네이선은 그녀를 풀어주겠다고 하지만 마지막 하나의 부탁을 들어달라고 한다. 그 부탁은 중국이 제작한 새로운 Infraworld가 미국에 위협이 되고 있기에 그것을 처리해달라는 것이었다. 조디는 승락을 하고 라이언과 같이 그 장치를 파괴하러 간다. 힘겹게 미션을 수행하자 그녀는 CIA로부터 새로운 아이디와 상금을 지급받는다.
CIA를 떠나려고 하는 시점에 네이선이 마지막으로 조디에게 보여줄 것이 있다고 한다. 그것은 네이선이 제작한 소형 Infraworld 컨덴서였다. 이 장치는 네이선이 잃은 가족과 연결을 할 수 있게 해주는 장치였다. 그러나 여전히 그들의 음성을 들을 수 없는 네이선은 조디에게 그들의 목소리를 듣게 해달라고 부탁한다. 조디는 그들을 빙의하는 과정에서 그들이 이 장치 때문에 심한 고통을 받고 있다는 것을 알게 된다. 네이선에게 가족들의 영혼을 놓아달라고 얘기하자 네이선은 거부한다. 조디는 건물을 벗어나려고 하지만 CIA 에이전트들로부터 또 다시 포획된다. 그들은 조디가 조디의 어머니처럼 주변에게 피해를 입힐 수 있다고 생각하고 있었기 때문에 어머니에게 적용한 똑같은 약물을 조디에게 주입하기로 결정했다. CIA의 공격에 에이든의 힘이 약해져 있었고 에이든은 겨우 라이언과 코울의 도움을 요청할 수밖에 없었다. 그들의 도움을 받아 조디는 탈출할 수 있게 되지만 이 시점에서 네이선은 그동안 개선된 Infraworld 컨덴서의 핵심인 블랙선을 완전히 개방하기로 결정하였다. 이것은 이승과 저승의 경계를 없애게 할 수 있었고 죽음과 삶의 의미를 없애는 것이었다. 이렇게 네이선은 죽은 가족과 다시 만나 영원히 함께 있을 수 있다고 생각했었다.
이것을 막고자 한 조디는 블랙선을 파괴하러 출동한다. 블랙선까지 가는 길에서 그녀는 많은 영혼들과 맞서게 된다. 모든 장애물들을 넘어 그녀는 결국 블랙선을 파괴할 수 있게 된다. 블랙선이 파괴되자 조디는 두 갈레의 길에 서게 된다. 그것은 저승과 이승을 이어주고 있는 통로였다. 여기서 플레이어는 다시 세상으로 돌아갈 것인지 혹은 사후세계로 들어갈 것인지 선택을 해야 한다. 플레이어의 선택에 따라 게임의 엔딩이 달라진다.

## 게임평가
거대한 투자금과 퀀틱드림의 전작들에 비해 비욘드: 투 소울즈는 호불호가 갈리는 평가를 받았었다. 전체적으로 저조한 점수를 받은 비욘드: 투 소울즈는 게임랭킹스 (GameRankings)에서 72.04%를 받았고 메타크리틱 (Metacritic)에서는 70/100을 받은 바가 있다.

엘렌 페이지의 연기를 칭찬하는 평론가들이 있는 반면 IGN과 같은 단체는 게임 스토리 전개 방식이 몰입도를 떨어뜨린다는 평가와 지나치게 수동적인 게임플레이는 게임성의 부족함을 야기한다는 평가를 하기도 하였다.